# Nokia 6086
Nokia 6086 – czterozakresowy telefon komórkowy koncernu telekomunikacyjnego Nokia i jeden z pierwszych, wspierających technologię Generic Access Network (GAN), pozwalającą na znaczne obniżenie kosztów rozmów. Ma wbudowany aparat cyfrowy, odtwarzacz mp3 i radio FM. Ponadto zapewnia obsługę kart pamięci, a możliwości komunikacyjne poszerza moduł Bluetooth. Ma również WiFi WLAN